# テーブルトークRPGに関係する企業一覧
ここではテーブルトークRPG作品を制作・出版した企業について記載する。
(2014年11月時点)

## 日本国内
日本国内のTRPG商業作品を制作・出版した企業または団体。
- 朝日ソノラマ
- アスペクト
- アトリエサード
- インコグ・ラボ
- エポック社
- エルスウェア
- オーアールジー
- オフィス・ゼロ
- KADOKAWA
  - アークライト
    - 新紀元社

  - アスキー・メディアワークス（旧メディアワークス）
  - エンターブレイン
  - 角川書店
  - 富士見書房
- キラメキ
- キルマークゲームズ
- グランペール
- グループSNE
- 勁文社
- コーエーテクモゲームス（旧コーエー）
- 国際通信社
- 国土社
- コスモエンジニアリング
  - 不動舘
  - クラウドゲート
- サンセットゲームズ
- 社会思想社
- ジャイブ
- 主婦と生活社
- スクウェア・エニックス
- スザク・ゲームズ
- 小学館
- 翔企画
- 新和
- ソフトバンククリエイティブ
- 大日本絵画
- ツクダホビー
- TRPG・TIME
- デジタル・デヴィル
- 東京創元社
- トミーウォーカー
- トレジャーハウス
- バンダイ
- ファーイースト・アミューズメント・リサーチ
  - ゲーム・フィールド
- 復刊ドットコム（旧ブッキング）
- プライマリー・ギルド・オフィス
- PLAZMA
- 冒険企画局
- ホビージャパン
- ホビー・データ
- ホビーベースイエローサブマリン
- マイクロマガジン社
- 遊演体
- 雷鳴

## 日本国外
海外のRPG作品のうち、日本語に翻訳された作品がある原版の企業を挙げる。
- アバロンヒル
- ウィザーズ・オブ・ザ・コースト
- ケイオシアム
- ゲームズワークショップ
- ゲームデザイナーズ・ワークショップ
- スティーブ・ジャクソン・ゲームズ
- フライング・バッファロー
- FASA
- en:Iron Crown Enterprises
- en:Issaries, Inc.
- en:R. Talsorian Games
- TSR
- en:White Wolf Publishing
- en:West End Games